# Ngwenyama

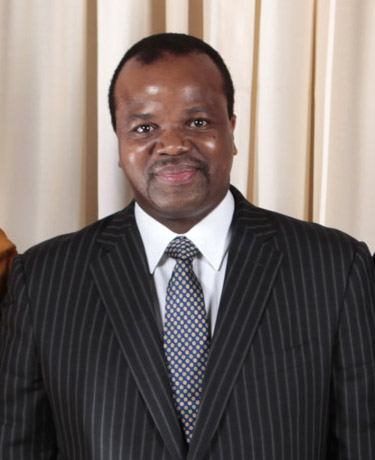
Roi Mswati III (né prince Makhosetive Dlamini le 19 avril 1968)

Ngwenyama (aussi Ingwenyama) est le titre du roi masculin de l'Eswatini. Sa contrepartie féminine est le titre de Ndlovukati. Ingwenyama signifie « lion » en langue swati, dans un sens honorifique ; le terme pour désigner l'animal étant libhubesi. 
On écrit parfois Ingwenyama, iNgwenyama, ou ingwenyama, ce qui veut dire « le roi ».
En 2018, le roi de l'Eswatini est Mswati III.